# Маєру (комуна)
Маєру (рум. Maieru) — комуна у повіті Бистриця-Несеуд в Румунії. До складу комуни входять такі села (дані про населення за 2002 рік):
- Анієш (1767 осіб)
- Маєру (5615 осіб) — адміністративний центр комуни

Комуна розташована на відстані 345 км на північ від Бухареста, 34 км на північний схід від Бистриці, 110 км на північний схід від Клуж-Напоки.

## Населення
За даними перепису населення 2002 року у комуні проживали 7382 особи.
Національний склад населення комуни:
| Національність | Кількість осіб | Відсоток |
| -------------- | -------------- | -------- |
| румуни         | 7368           | 99,8%    |
| угорці         | 14             | 0,2%     |

Рідною мовою назвали:
| Мова      | Кількість осіб | Відсоток |
| --------- | -------------- | -------- |
| румунська | 7378           | 99,9%    |
| угорська  | 4              | 0,1%     |

Склад населення комуни за віросповіданням:
| Релігія            | Кількість осіб | Відсоток |
| ------------------ | -------------- | -------- |
| православні        | 5937           | 80,4%    |
| п'ятдесятники      | 937            | 12,7%    |
| греко-католики     | 413            | 5,6%     |
| римо-католики      | 16             | 0,2%     |
| не релігійні       | 6              | 0,1%     |
| реформати          | 2              | < 0,1%   |
| баптисти           | 2              | < 0,1%   |
| адвентисти         | 1              | < 0,1%   |
| бретрени           | 1              | < 0,1%   |
| не вказали релігію | 10             | 0,1%     |